# Elsiane
Elsiane es una banda canadiense de trip hop, música electrónica y música ambiental formada en Montreal en el año 2000. Está integrada por Elsieanne Caplette (voz, bajo, guitarra, teclados y composición) y Stéphane Sotto (batería, guitarra y percusión).

## Biografía

### 2000: formación y primeros años
Elsiane se formó a mediados del año 2000 en la ciudad de Montreal, fruto del encuentro entre la cantautora peruana Elsieanne Caplette y el baterista canadiense Stéphane Sotto en 1999. Ambos miembros de la banda ya poseían conocimientos musicales antes de conocerse.
Elsieanne Caplette, nacida en Perú y con raíces  canadienses y peruanas, creció en un entorno musical y estudió música clásica en el Conservatorio de Música de Lima. Desde una edad temprana, aprendió a tocar el violín y la guitarra, y comenzó a componer a los 14 años. Durante su tiempo en Perú, Caplette exploró diversos géneros musicales mientras cantaba en varias bandas locales hasta que, en 1999, emigró a Montreal y conoció a Sotto.
Sin embargo, se conocen poco detalles sobre Stéphane Sotto. Originario de Montreal, Quebec, Sotto estudió historia del arte y aprendió a tocar la batería de forma autodidacta durante su juventud.
Cuando Elsieanne Caplette y Stéphane Sotto se conocieron, comenzaron a actuar en locales de Montreal. Posteriormente, en el año 2000, decidieron formar el grupo Elsiane, cuyo nombre está formado por las cuatro primeras letras del nombre de la cantante y las tres últimas del nombre del músico.

### 2007:Hybrid
Elsiane lanzó su álbum debut, Hybrid, a mediados del año 2007 bajo la discográfica canadiense Nettwerk. La grabación se llevó a cabo en Pollack Hall, una sala de espectáculos situada en Montreal y perteneciente a la Universidad McGill.
Aunque el álbum no alcanzó un éxito comercial significativo, fue elogiado por la crítica a pesar de recibir algunos comentarios menos entusiastas o directamente negativos. Andrew Martin, en su reseña para PopMatters, describió el álbum como «un debut sólido para un dúo que, por ahora, se mueve en el nicho down-tempo de la comunidad electrónica» y destacó que «un segundo álbum muy evolucionado y optimista hará que los oyentes aprecien Hybrid aún más en retrospectiva». Sal Cinquemani, de Slant Magazine, le otorgó una puntuación de 2,5 sobre 5 y criticó que «Elsiane juega demasiado a lo seguro y el material no está a la altura de la singularidad de la voz de Caplette. Las canciones se mezclan unas con otras en una especie de niebla fácil de escuchar que se ha convertido en el desafortunado legado del trip-hop». Asimismo, Hybrid recibió críticas positivas por parte del público. En plataformas como Album of the Year o Sputnikmusic, el álbum obtuvo una puntuación de 78 sobre 100 y 4 sobre 5, respectivamente, basadas en más de 80 reseñas en total.
La publicación de Hybrid impulsó la carrera de Elsiane, permitiéndoles compartir escenario con reconocidos artistas como Delerium o Beast y participar en eventos destacados como el Festival Internacional de Jazz de Montreal, Osheaga y el evento musical M for Montreal.En 2008, Elsiane también colaboró en la creación de la banda sonora para la conmemoración del 400 aniversario de la fundación de la ciudad de Quebec, en conjunto con Cirque du Soleil y el dúo alemán de danza electrónica Booka Shade.

### 2012:Mechanics of Emotion
Tras un período de cuatro años sin nuevos lanzamientos, Elsiane anunció en el verano de 2011 anunció el lanzamiento de su segundo álbum. Finalmente, el álbum Mechanics of Emotion salió a la venta el 10 de abril de 2012 bajo el sello discrográfico «Labratoryband Inc» . En la contraportada del álbum se incluyó una dedicatoria a los seguidores: «Nos gustaría dedicar este álbum a todos nuestros fanes. Este álbum representa un renacimiento».
Al igual que su predecesor, Mechanics of Emotion recibió críticas positivas por parte del público. En la plataforma Sputnikmusic, el álbum recibió una calificación de 4 sobre 5, basada en 19 reseñas.

### 2017:Death of the Artist
Tras otro periodo de cinco años sin publicaciones discográficas, Elsiane anunció el lanzamiento de su tercer álbum en 2017. No obstante, debido a sus dificultades con la industria musical, su tercer álbum, Death of the Artist, se publicó de forma independiente el 20 de abril de 2017.
La crítica especializada afirmó que Death of the Artist era una culminación de la trayectoria artística de Elsiane.El sitio web Press Party elogió el álbum y explicó que «El álbum trata de cómo la industria musical ha acabado con el talento artístico, obligando a los individuos a adaptarse a la corriente dominante [...] Elsiane se negó a cambiar su sonido, lo que les llevó a grabar y publicar Death Of The Artist de forma independiente»Igualmente, el sitio web Medium elogió el álbum Death of the Artist, y en su reseña mencionó que:

«Death of the Artist» es la encarnación literal de la individualidad que es fundamental para el sonido y el mensaje de Elsiane: la industria de la música popular está acabando con el talento; en lugar de promover la experimentación, los nuevos músicos se ven obligados a entrar en lo que es esencialmente un concurso de popularidad, obsesionados con la ganancia monetaria en lugar de la expresión artística. «Death of the Artist» lo rechaza abiertamente y en privado, tanto por su nombre como por las circunstancias de su publicación, y el dúo se separó de su discográfica para hacerlo.
Medium

### 2018:Rin, Tongue and Dorner
Rin, Tongue and Dorner es una obra interdisciplinaria creada por Rich Shapero (un capitalista de riesgo, novelista y músico estadounidense nacido en 1948) que combina una novela con un álbum musical en colaboración con Elsiane. Publicada en 2018, esta obra que fusiona narración y sonido «imagina un futuro en el que los humanos se ven empujados por la invasión de los glaciares de una nueva era glacial a vivir en una cúpula meteorológica, “Clemency”, donde se anima a los ciudadanos a regular el temperamento y la temperatura por el bien de la supervivencia de la colonia». En este contexto, la novela explora las tensiones entre la necesidad de control social, la supresión de los deseos internos por la comunidad y el coste interno de esas elecciones, centrándose en la figura de «Tongue», una voz interior que cuestiona las normas establecidas.
El álbum —que lleva el mismo título que la novela— fue producido por Rich Shapero en colaboración con Elsiane. Se decidió utilizar la voz de Elsieanne Caplette para representar a «Tongue», un personaje descrito como «un coro de voces provocadoras y atrayentes dentro de la cabeza de Dorner». El álbum consta de 11 canciones, cada una de las cuales lleva el título correspondiente a los capítulos en orden.

### 2023:Elsiane
Tras el fallecimiento del padre de Stéphane en 2018, el dúo comenzó a trabajar en un nuevo álbum en su memoria. Con anterioridad a que en el año 2023 el álbum saliera a la venta, Elsiane presentó algunas canciones en su canal de YouTube, como «Sinaí» en junio de 2020 y «Tu Mirada» en octubre de 2022. El quinto álbum del grupo, titulado Elsiane, fue publicado el 3 de octubre de 2023 y contó con la colaboración de David Bottrill, un ingeniero de sonido y productor discográfico canadiense, ganador de tres Premios Grammy.
El blog Canadian Beats elogió algunas canciones publicadas antes de la salida del álbum, destacando que  «La intensa pero esperanzadora canción "Sinaí" presenta la etérea y distintiva voz de Caplette flotando sobre dramáticos elementos orquestales y la poderosa percusión de su compañero Sotto. El último sencillo, "Tu Mirada", expresa la dualidad entre la aceptación de uno mismo y la superación de la oscuridad. La letra de la canción está en español, lo que constituye una piedra angular del proyecto, ya que se adentra en las raíces y la cultura peruanas de Elsieanne».

## Miembros
- Elsieanne Caplette: voz, bajo, guitarra, teclados y composición (2000-presente)
- Stéphane Sotto: batería, guitarra y percusión (2000-presente)

Miembros adicionales en directo
- Jeff Feldman: bajo y teclados.
- Philippe Look: guitarra y teclados.

## Discografía
- Hybrid (2007, Vega)
- Mechanics of Emotion (2012, Labratoryband Inc.)
- Death of the Artist (2017, disco autoeditado)
- Rin, Tongue and Dorner (2018, disco autoeditado, en colaboración con Rich Shapero)
- Elsiane (2023, Labratoryband Inc.)